# آب‌انبار حاج میرزا حسین عاملی
آب‌انبار حاج میرزا حسین عاملی مربوط به دوره زند است و در ساوه، غرب خیابان انقلاب واقع شده و این اثر در تاریخ ۱۴ مهر ۱۳۵۴ با شمارهٔ ثبت ۱۱۹۱ به‌عنوان یکی از آثار ملی ایران به ثبت رسیده‌است.
این آب‌انبار با سرمایه‌گذاری بخش خصوصی از سال ۱۳۹۶ تا ۱۳۹۸ با هزینه سه میلیارد تومان بازسازی شده‌است.